# Третя молодість (фільм, 1928)
«Третя молодість» (інша назва: «Снопов'язалка») — радянський художній фільм 1928 року, знятий режисером Олександром Гінцбургом. Фільм не зберігся.

## Сюжет
Сатирична комедія про куркулів, що перешкоджають впровадженню нової техніки (снопов'язалок) в радянському селі 1920-х років.

## У ролях
- Андрій Лаврентьєв —  дід Левонтій
- Юрій Лавров —  Сергун
- Леонід Жежеленко — епізод
- Микола Лебедєв — епізод
- Йосип Самарін-Ельський — епізод
- Ксенія Денисова — епізод
- Олексій Матов — епізод
- А. Бражський — епізод
- М. Гурін — епізод

## Знімальна група
- Автори сценарію: Арсен Аравський, Іван Пир'єв
- Режисер: Володимир Шмідтгоф
- Оператор: Олександр Гінцбург
- Художник: Микола Акімов